# مذبحة مدرسة يوكيلا
مذبحة مدرسة يوكيلا حادثة إطلاق نار وقعت في 7 نوفمبر 2007 في مدرسة يوكيلا ثانوية في يوكيلا الواقعة ضمن بلدية توسولا بفنلندا. دخل الطالب المسلح ذو 18 عاماً بيكا إريك أوفينن المدرسة في ذلك الصباح حاملاً مسدساً نصف أوتوماتيكي. قتل ثمانية أشخاص وأصاب اثني عشر آخرين قبل أن يطلق النار على نفسه في الرأس. وتوفي لاحقاً في ذلك المساء بمستشفى في هلسنكي.
كان هذه ثانية حوادث إطلاق النار داخل المدارس في تاريخ فنلندا. وقعت الحادثة السابقة في عام 1989 في مدرسة راومانميري في مدينة راوما، عندما قتل طالب يبلغ 14 عاماً اثنين من زملائه بسلاح ناري. وبعد أقل من سنة واحدة من مذبحة مدرسة يوكيلا، وقع حادث إطلاق النار في مدرسة أخرى بمدينة كاوهايوكي في إقليم بوهيانما الجنوبية، حيث أطلق مسلح النار مردياً 10 أشخاص قبل ان ينتحر.

## المذبحة
في حوالي الساعة 11:40، دخل بيكا إريك أوفينن الردهة الرئيسية بثانوية يوكيلا. تلقت خدمة الطوارئ أول مكالمة هاتفية الساعة 11:43. عـُثر لاحقاً على معظم الضحايا في ردهة مدخل المدرسة. في 11:44، أمرت مديرة المدرسة هيلينا كالمي جميع الطلاب والمعلمين بالتحصن داخل فصولهم. بدلا من الالتزام، غادرت كالمي مكتب الإدارة وحاولت إقناع أوفينن بالاستسلام. شاهد طلبة من نافذة فصلهم كالمي تفر أولا من المهاجم، ثم ترجوه أن يستسلم. أطلق أوفينن النار سبع مرات على كالمي على مرأى مجموعة من طلاب الصف التاسع في ساحة المدرسة مودياً بحياتها. حاولت ممرضة المدرسة في وقت لاحق مساعدة الطلاب الجرحى ولكن أوفينن قتلها كذلك هي الأخرى. بدأ أوفينن بعد ذلك يتجول في المدرسة طرقاً على أبواب الفصول. صرخ آمراً في بعض من الطلبة، وأعلن الثورة، وحثت الطلاب على تدمير ممتلكات المدرسة. كما وجه سلاحه باتجاه البعض من دون إطلاق النار عليهم. تعرض الضحايا لإصابات متعددة بالجزء العلوي من الجسم وبالرأس. أحذ في وقت لاحق بصب وقود محرك شوطين (بنزين ومزيج نفط) على جدران الممر وطوابق، ولكنه عجز عن اشعال وقود.
وصلت سيارة دورية للشرطة الفنلندية في الساعة 11:55، تم تعزيزها بحوالي مائة رجال الشرطة بحلول الساعة 12:30 ظهراً، بما في ذلك وحدة كارهوروهما للعمليات الخاصة. وحتى ضباط شرطة خارج الخدمة وصلوا وحاصروا المدرسة. لمـّا حاولت الشرطة التفاوض مع أوفينن، رد بإطلاق النار عليهم في الساعة 12:04. ولم يصب أي ضابط.
انتهى إطلاق النار بعد 40 دقيقة بأطلق أوفينن النار على نفسه في الرأس في الساعة 12:24. بيد إن الشرطة لم تدخل المدرسة حتى الساعة 13:53. عـُثر على أوفينن في المرحاض للبنين على قيد الحياة ولكن فاقداً للوعي في الساعة 13:54. لم يذكر تقرير الشرطة ما إذا كانت قد تم استبعاد احتمال وجود قنبلة أو هجوم حارق عندما تقرر عدم اقتحام المدرسة والبحث بدلا من ذلك عن مسلحين آخرين. لم تتمكن الشرطة من تأمين المبنى حتى قبيل الساعة 16:00. لم تطلق الشرطة أي رصاصة.
نـُقل أوفينن إلى مستشفى جامعة هلسنكي المركزي بتولو في الساعة 14:45 لكنه توفي في مساء اليوم ذاته عند الساعة 22:15 متأثراً بالإصابة التي ألحقها بنفسه.

## مرتكب الحادثة
مرتكب حادثة إطلاق النار في المدرسة يوكيلا بيكا اريك أوفينن يبلغ من العمر 18 عاماً، وهو طالب في مدرسة ثانوية يوكيلا. ولد في توسولا بفنلندا في 4 يونيو 1989، يعيش مع أسرته في يوكيلا. كان والده موسيقياً بنصف دوام، ووالدته كانت سابقاً نائبةً في مجلس بلدية توسولا، له شقيقه يصغره بسبع سنوات.
وصف نفسه بكلمات متناقضة ظاهرياً «وجودي كلبي، إنساني مـُعادي للإنسانية، اجتماعي دارويني معادي للمجتمع، مثالي واقعي، ملحد إلهي» وذلك على صفحة المستخدم "Sturmgeist89" الخاصة به على يوتيوب. أكدت تحقيقات الشرطة أن أوفينن قد تعرض مراراً للتنمر في المدرسة. ووفقا لأحد أساتذته، كان أداءه فوق المتوسط أكاديمياً، وامتاز في التاريخ، والفلسفة ويتبع سياسياً حركات اليمين واليسار.
أخذ بشكل غير شرعي مثبطات امتصاص السيروتونين انتقائية مضادات الاكتئاب قبل سنة قبل وفاته. ويقال أن الآثار الجانبية لمضادات الاكتئاب هذه تسبب ميولاً انتحارية لمن هم في سن مبكرة ما بين 18 و 24.

### حيازة السلاح الناري
تحصل أوفينن على رخصة مسدسه قبل ثلاثة أسابيع من الحادثة. وكان عضواً مسجلاً بنادي هلسنكي للرماية. كشف المتحدث باسم النادي أن أوفينن قد حضر ساعة تدريبية واحد فقط. حصل على المسدس من نوع سيغ موسكيتو عيار.22 بصورة قانونية ومسجل باسم أوفينن يوم 19 أكتوبر. وكان قد أعطي الرخصة بما أنه كان عضواً في نادي رماية محلي ولا سوابق جنائية له.
عادة ما تشترط الشرطة الفنلندية على هواة الرماية البداية بسلاح من عيار.22. لا تستطيع الشرطة التحقق ما إذا كان المزاول لرياضة الرماية مـُلتحقاً بنادي، أو حتى في أي نوع من الشركات؛ في حالة الأسلحة الأقل خطراً نسبياً، ويمكن أن يستند على قرار ترخيص كليا على المعلومات المقدمة من صاحب الطلب. يعتبر مع ذلك العضوية في نادي الصيد والسيطرة على المخاطر. أوفينن يريد نفسه لشراء مسدس بيريتا عيار 9 ملم، ولكن تم رفض الطلب من قبل الشرطة.

### الفيديو وكتاباته
رفع بيكا إريك أوفينن فيديو منزلي بعنوان «مذبحة ثانوية يوكيلا - 11/7/2007» على موقع يوتيوب معلناً عن «المذبحة» قبل ساعات من ارتكابها. استخدم أغنية “Stray Bullet” لفرقة (KMFDM) كموسيقى خلفية. كما رُفعت مقاطع فيديو تصوره وهو يطلق النار من سلاحه الجديد قبل أسابيع الحادث. بعد عدة ساعات من وقوع الحادثة، أوقفت يوتيوب بعض مقاطع الفيديو التابعة لحساب المستخدم Sturmgeist89 لعلاقتها بإطلاق النار. حسابه السابق باليوتيوب كان باسم "naturalselector89"، واستخدمه من مارس حتى تعليقه في أكتوبر. كانت العديد مقاطعه حول عمليات إطلاق النار أخرى وحوادث عنف، من ضمنها مذبحة ثانوية كولومباين وحصار واكو وهجوم غاز السارين في طوكيو والقصف أثناء الغزو الأمريكي للعراق. قبل عدة أشهر من الحادثة، اقترح مستخدم يوتيوب باسم "TheAmazingAtheist" بأن تحقق السلطات مع 11 مستخدماً قاموا برفع مقاطع فيديو تمجد مرتكبي مذبحة كولومبين. كان من بينها اسم المستخدم "naturalselector89" العائد إلى بيكا إريك أوفينن.
وفقاً لبيانات ملفه الشخصي باليوتيوب، كان مهتماً بنظرية التطور وكراهية الإنسانية. قال إنه تمنى لو كان مصدر إلهام لثورة «أقلية صغيرة من أفراد قوياء التفكير وأذكياء» ضد «حـُكم الحمقى». وأكد أنه لا يريد أن يتحمل أي شيء أو أي شخص المسؤولية عن إطلاق النار، فقد دبر الأمر بنفسه. ترك رزمة إعلامية على موقع رابيد شير للاستضافة، موضحاً فيها أفعاله ودوافعه لإطلاق النار. متضمنة تفاصيل الهجوم، وبيان، و«ما يحب وما يكره»، وبعض الصور لنفسه ومقطع فيديو ظهر فيه مطلقاً النار من مسدس. كتب Sturmgeist على مكان القراءة «أنا على استعداد للقتال والموت من أجل قضيتي». «أنا، كارتقائي طبيعي، سأقضي على كل من أراهم غير لائقين، فهم خزي الجنس البشري وإخفاقات لنظرية التطور». "Sturmgeist" تعني روح عاصفة باللغة الألمانية.
أشارت عدة صحف إلى التشابه والاستلهامات بين أعمال أوفينن وإطلاق النار في كولومبين. تضمنت فديوهات أوفينن على اليوتيوب لقطات ذات الصلة بحادثة كولومبين. أغنية “Stray Bullet” لفرقة KMFDM المستخدمة في الفيديو، كانت قد استخدمت أيضاً على الموقع الإلكتروني لمطلق النار في كولومبين إريك هاريس.